# ابن ابی‌حصینه
حسن بن عبدالله سُلَمی شهرت‌یافته به ابن ابی‌حصینه (?-۱۰۶۵م) شاعر عربی شامی در سدهٔ پنجم هجری بود.